# Censori (comes)
Censori (mort el 448) va ser un comes de l'Imperi Romà d'Occident almenys des del 432 fins a la seva mort. Segons ens menciona Hidaci a la seva crònica fou enviat a Hispània com a ambaixador davant els sueus en dues ocasions, 432, 437.
L'any 432 els habitants de la Gal·lècia envien una ambaixada a Aeci de la qual forma part el mateix Hidaci, per demanar que acabi amb els saquejos que duen a terme els sueus. Censori es enviat a negociar amb el rei dels sueus, Hermeric II, la pau. L'any 437 torna a ser enviat, juntament amb el legatus Fretimundus, com a ambaixador al regne sueu. Hidaci descriu que l'any 440 Censori, que havia estat com a legatus davant els sueus, es sitiat a la ciutat de Mértola (Myrtilis) entregant-se de manera pacífica. Serà captiu dels sueus durant 8 anys sent degollat per Agriwulf a Sevilla (Hispalis). La seva execució podria estar connectada amb la subsegüent actitud bel·ligerant de Requiari enfront l'Imperi.